# Kunsthalle de Düsseldorf
La Kunsthalle de Düsseldorf, ou Städtische Kunsthalle est une salle d'exposition d'art, de style brutaliste en béton brut, qui se trouve en Allemagne, à Düsseldorf. Construite en 1967, elle succède à un autre édifice construit 150 mètres plus loin en style néoclassique éclectique italien en 1879-1881 et démoli à cause des bombardements alliés de la Seconde Guerre mondiale. Seules les caryatides de l'ancienne façade ont été préservées et se trouvent posées désormais devant l'entrée du nouveau bâtiment.

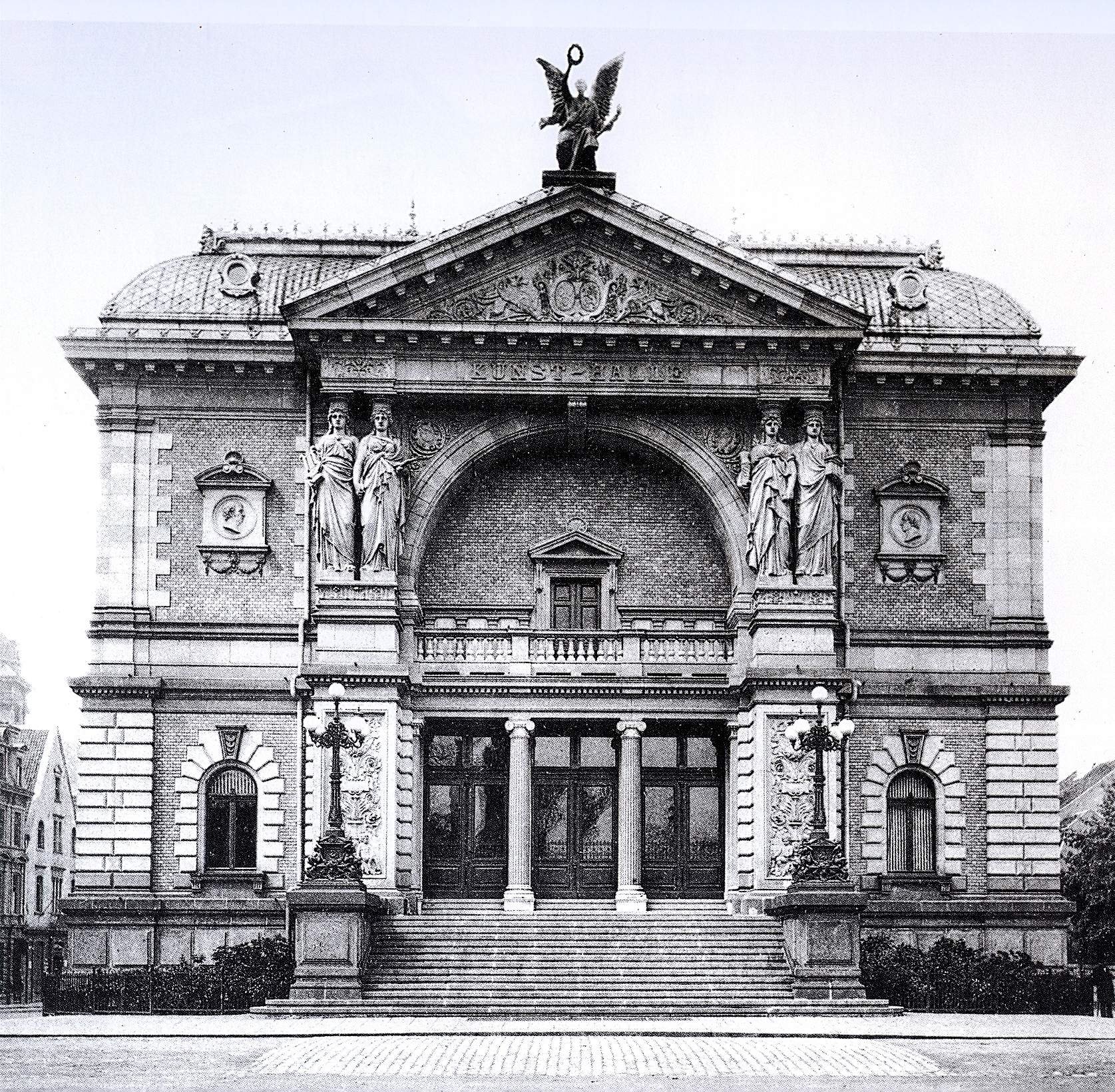
Ancienne Kunsthalle (vue de 1896), construite par Ernst Giese et Paul Weidner.
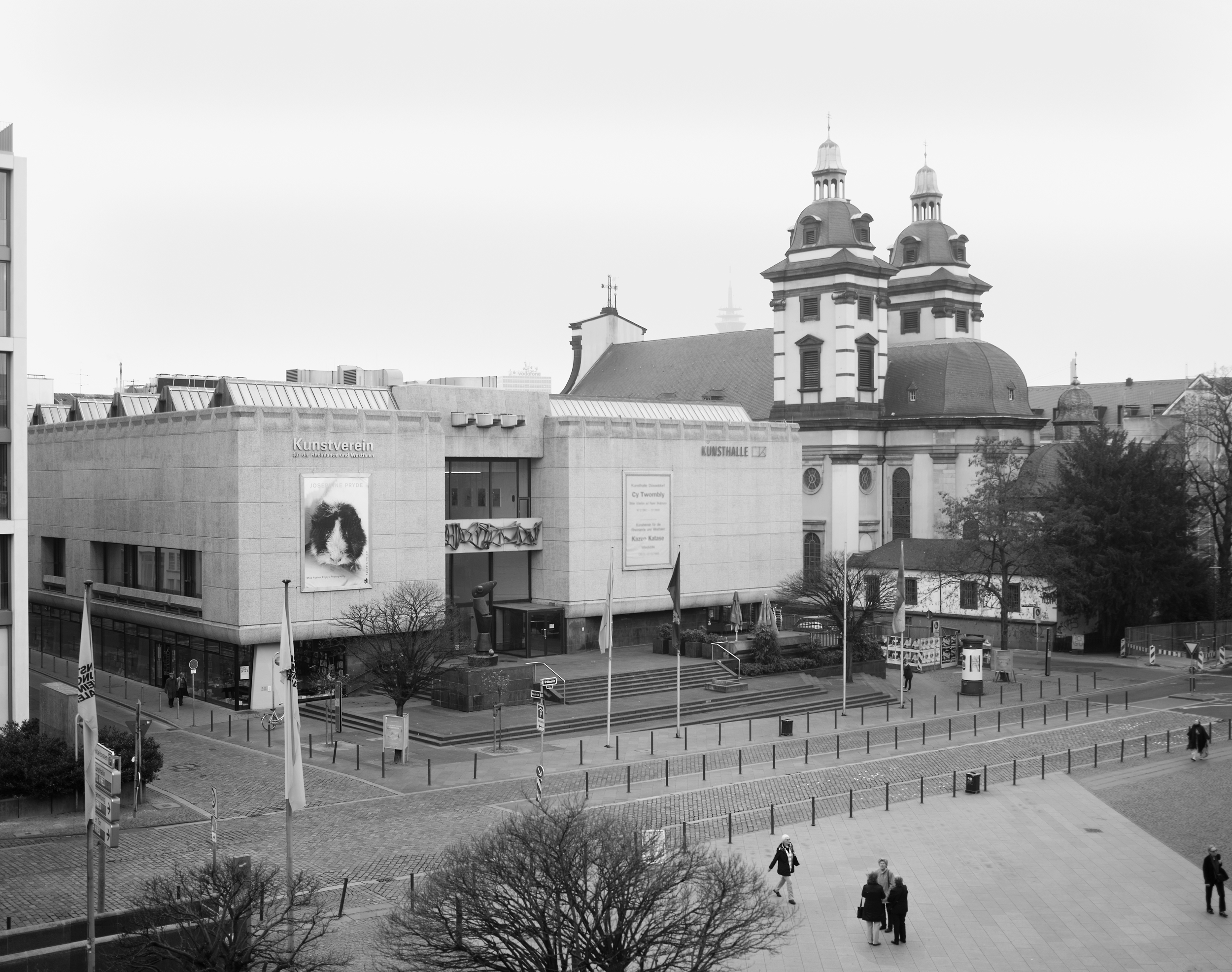
Vue d'ensemble.
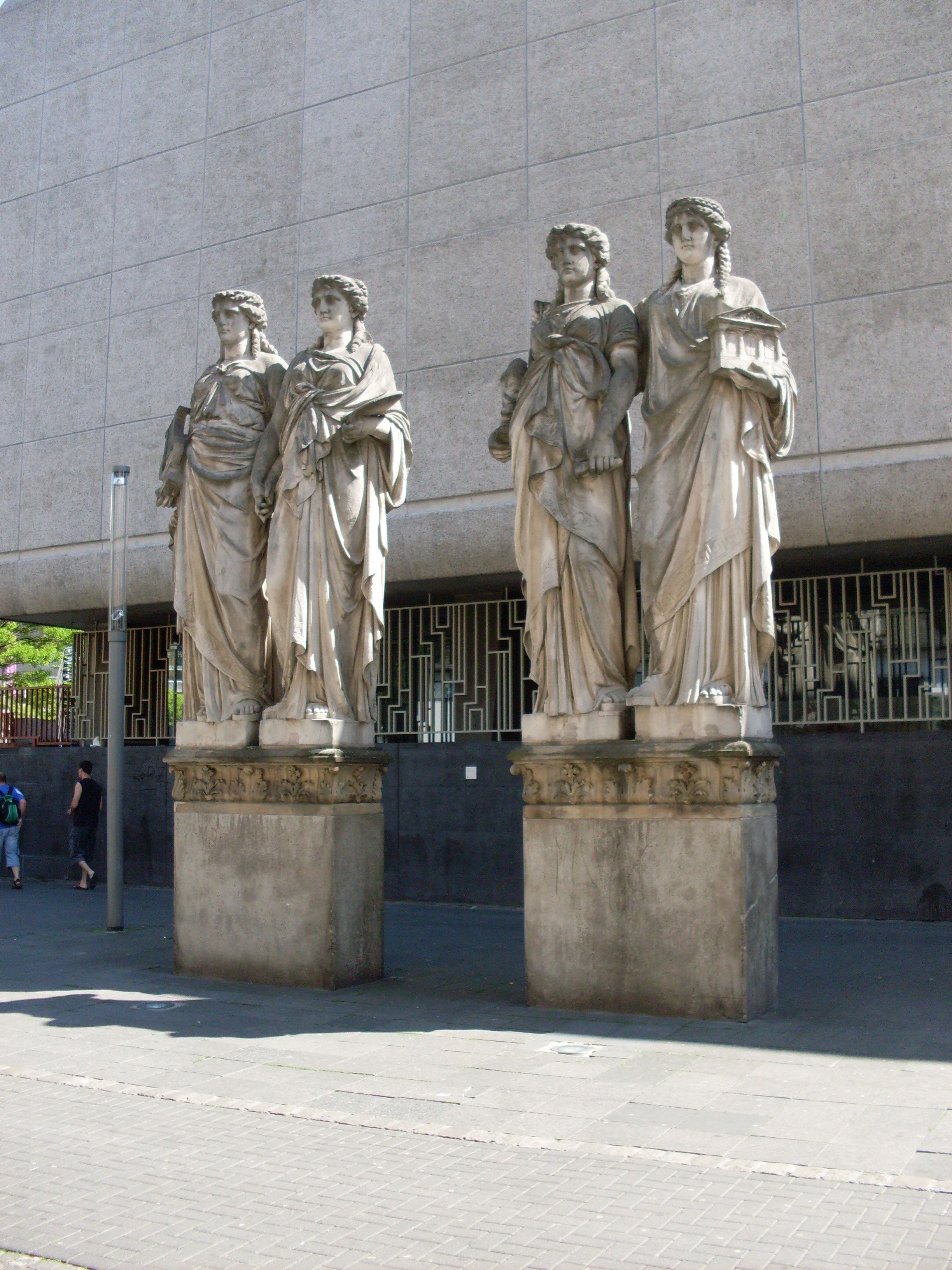
Les caryatides de l'ancienne Kunsthalle, sculptées par Wilhelm Albermann.